# Księstwo bytomskie
Księstwo bytomskie (cz. Bytomské knížectví, niem. Herzogtum Beuthen) – księstwo śląskie powstałe w 1284 roku w wyniku podziału księstwa opolskiego, od 1289 roku stało się lennem króla czeskiego.

## Granice do podziałów[2]
W 1281 zmarł Władysław opolski. Spadek po księciu został podzielony pomiędzy synów w ten sposób, iż:
- księstwo raciborskie przypadło w schedzie Mieszkowi i Przemysławowi jako współksiążętom;
- księstwo opolskie z Bytomiem i Koźlem przypadło w schedzie Bolkowi i Kazimierzowi jako współksiążętom.

W 1284 Bolko i Kazimierz dokonali podziału pomiędzy księstwa. Bolko został samodzielnym księciem na Opolu, Niemodlinie i Strzelcach, natomiast Kazimierz został księciem na Bytomiu, Koźlu i Toszku, jako książę bytomski.
W czasach księcia Kazimierza, księstwo bytomskie obejmowało największe terytorium w swojej historii. Północny odcinek granicy biegł nieco na południe od Małej Panwi, od okolic Baruta na zachód. W dwóch miejscach – na południe od Lublińca oraz na północ od Miasteczka Śląskiego – rzeka była granicą z księstwem opolskim. Dalej, od Potępy granica odbijała na południowy wschód i biegła do Brynicy i dalej rzeką, jednak – prawdopodobnie przed Zendkiem – skręcała na północ do Kamieniczki, pozostawiając po stronie opolskiej Woźniki i Siedlec Duży. Kamieniczką granica biegła na północny wschód do Warty. Warta stanowiła część odcinka wschodniego granicy, która biegła korytem rzeki na południowy wschód w okolice Mijaczowa, gdzie skręcała na południe do Czarnej Przemszy, przecinała rzekę na północ od Siewierza, który omijała znacznym łukiem od wschodu i wracała nad Czarną Przemszę około Preczowa, biegnąc korytem aż do ujścia Brynicy do Czarnej Przemszy. Stamtąd zaczynał się odcinek południowy. Granica cofała się Brynicą pod Szopienice, które pozostawiała w księstwie raciborskim, skręcała na zachód i silnie meandrowała aż do Kłodnicy. Tutaj zapewne ważną funkcję obronną spełniało grodzisko kochłowickie, broniące dostępu od strony Mikołowa. Granica południowa biegła Kłodnicą na zachód, do miejsca gdzie rzeka skręcała na północny zachód – w kierunku Gliwic. Stamtąd granica z kolei zawracała na południowy wschód – na Mikołów – dochodząc za Paniówki. Tam skręcała na południe, zostawiając prawdopodobnie po stronie bytomskiej Chudów i Ornontowice, skręcała najpierw na północ, a później na zachód. Granica przecinała Bierawkę i na północ od Rybnika – przed Stanicą – wyginała się w łuk ku północy, jednak nie dochodząc do Bierawki. W okolicach wsi Ruda granica docierała do Odry i nią biegła do ujścia rzeki Ruda. Tam przecinała Odrę i biegła na południowy zachód, w kierunku Baborowa. Miejscowość była jednak omijana łukiem od północnego wschodu i biegła na północny zachód, a na wschód od Głubczyc skręcała na północ w kierunku Głogówka. W okolicy Ciesznowa rozpoczynał się odcinek zachodni. Granica skręcała na północny wschód, następnie przed Pokrzywnicą odbijała na północ i dochodziła Straduni. Od tej miejscowości biegła wzdłuż Odry na południe, ale odbijała na północ od ujścia Kłodnicy i meandrowała w kierunku północno-wschodnim, zostawiając po stronie bytomskiej Januszkowice, okolice Łąk Kozielskich i Klucz; po stronie opolskiej znalazły się zaś okolice Raszowej i Zalesie Śląskie. W okolicach Olszowej granica skręcała na wschód, ale już koło Sieroniowic odbijała na północny wschód, docierała w okolice Baruty i tu zamykała terytorium księstwa.

## Dzieje księstwa
Po śmierci Bolesława III Krzywoustego w roku 1138 i podziale dzielnicowym Polski, Bytom pozostawał w granicach dzielnicy senioralnej (ziemi krakowskiej). W połowie XII wieku był siedzibą kasztelanii. Od 1179/1180 roku ziemie kasztelanii zostały przyłączone do księstwa raciborskiego Mieszka I Laskonogiego. Księstwo bytomskie powstało w roku 1284, kiedy to synowie Władysława I opolskiego podzieli pomiędzy siebie spadek po ojcu w ten sposób, że księciem bytomsko-kozielskim został Kazimierz I bytomski. W 1303 r. książę Kazimierz I zdecydował się wydzielić swoim dorastającym synom własne dzielnice – starszy Bolesław otrzymał wówczas Toszek, zaś młodszy Władysław dostał Koźle. W 1312 Bytom przypadł w schedzie po księciu jego synowi Siemowitowi. W 1316 r. w nieznanych bliżej okolicznościach książę kozielski Władysław pozbawił Siemowita władzy nad Bytomiem. Około 1352 r. zmarł Władysław, a Bytom przypadł w spadku jego synowi Bolesławowi, księciu kozielskiemu. Bolesław władał Bytomiem do swojej śmierci, tj. do 1354/1355. Po śmierci Bolesława księstwo bytomsko-kozielskie, na mocy umowy zawartej jeszcze za życia ojca Władysława, przypadło w schedzie najbliższym krewnym księcia, tj. księciu oleśnickiemu Konradowi I oraz księciu cieszyńskiemu Przemysławowi I Noszakowi. Odtąd księstwo kozielskie stanowiło dziedziczną domenę książąt oleśnickich, a księstwo bytomskie stanowiło dobro wspólnej ręki książąt oleśnickich i książąt cieszyńskich.
Na początku 1452 Wacław I cieszyński zamienił swą część księstwa bytomskiego z bratem Bolesławowi II, w zamian za Bielsko. Po śmierci Bolesława II w tym samym roku, objął opiekę nad jego dziećmi. Umożliwiło to Wacławowi I ponowne przejęcie Bytomia. Stan ten utrzymał się do 1459, kiedy to sprzedał księstwo bytomskie księciu oleśnickiemu Konradowi IX Czarnemu za 1700 grzywien. Po jego śmierci w 1471 roku księstwo objął jego brat Konrad X Biały.
Księstwo bytomskie w 1475 zajął Maciej Korwin i zastawił je morawskiemu szlachcicowi Janowi starszemu z Zierotin. Od niego w 1498 księstwo bytomskie zostało wykupione przez księcia Jana II Dobrego i inkorporowane do księstwa opolskiego. Sytuacja polityczna, jaka zapanowała po śmierci Ludwika II Jagiellończyka w bitwie pod Mohaczem spowodowała, iż ostatni Piast opolski, Jan II Dobry wydzielił w 1526 margrabiemu Brandenburgii i Ansbach Jerzemu Hohenzollern von Ansbach lenno z ziem księstwa bytomskiego. W 1532 Jerzy Hohenzollern odziedziczył po Janie Dobrym ziemie księstwa opolsko-raciborskiego.

## Władcy księstwa bytomskiego
Linia bytomska (1281/1282–1355/1357):
- Kazimierz (1281/1282–1312), do 1284 współrządy z bratem Bolkiem I;
- Siemowit (1312–1316);
- Jerzy (1316- ok. 1327), przez cały okres współrządy z bratem Władysławem;
- Władysław (1316–1352), do ok. 1327 współrządy z bratem Jerzym;
- Bolesław I (1352–1355), ostatni książę z linii Piastów bytomskich;
- Małgorzata ze Šternberka (1355–1357), w tym okresie była to oprawa wdowia;

Linia Piastów cieszyńskich (1357–1459):
- Kazimierz I cieszyński (1357–1358) – początek podziału księstwa;[potrzebny przypis]
- Przemysław I Noszak (1358–1405)
- Bolesław II (1405–1431)
- Wacław (1431/1442–1452 i 1452–1459), faktycznie do 1442 regencja matki Eufemii, choć teoretycznie do 1442 „współrządził” razem z braćmi: Władysławem, Przemysławem II i Bolesławem II;
- Bolesław III (1452);

Linia Piastów oleśnickich (1357–1472/1492):
- Konrad I oleśnicki (1357–1366) – początek podziału księstwa;
- Konrad II Siwy (1366–1403);
- Konrad III Stary (1403–1412);
- Konrad IV Starszy (1412/1413–1416), Konrad V Kącki (1412/1413–1427), Konrad VI Dziekan (1416–1427), Konrad VII Biały (1316–1450), Konrad VIII Młody (1416–1427) – do 1416/1427 ścisłe współrządy braci, choć księciem bytomskim de facto pozostawał Konrad VII Biały;
- Konrad IX Czarny (1450–1471, do 1452 współrządy z bratem Konradem X Białym, w 1459 zjednoczył księstwo bytomskie);
- Konrad X Biały (1450–1452 i 1471–1472, a de facto do swojej śmierci w 1492);
  - włączenie do domeny królewskiej Władysława Jagiellończyka (1492–1498);

Linia Piastów opolskich
- Jan II Dobry (1498–1532), w 1521 Jan inkorporował księstwo bytomskie (wraz ze wszystkimi innymi posiadanymi dobrami) do księstwa opolsko-raciborskiego